# ゴードン・ストラカン
ゴードン・デイヴィッド・ストラカン OBE（Gordon David Strachan OBE、1957年2月9日 - ）は、イギリス・スコットランド出身の元サッカー選手、サッカー指導者。
選手時代はダンディーFC、アバディーンFC、マンチェスター・ユナイテッド、リーズ・ユナイテッド、コヴェントリー・シティでプレーし、右サイドのプレーメーカーで、技巧派プレイヤー。スコットランド代表としても50試合出場。
現役引退後、サウサンプトンの監督を経て、2005-06シーズンよりセルティックFCの監督に就任。就任の年にリーグ戦優勝とUEFAチャンピオンズリーグ出場権を獲得。翌2006-07シーズンも、2位のレンジャーズに圧倒的な差をつけて首位を独走しリーグ2連覇。チャンピオンズリーグのグループリーグでは、マンチェスター・ユナイテッドやベンフィカにホームで勝ち、チャンピオンズリーグのベスト16に進出した。これら監督としての手腕が評価され、2006年・2007年に2年連続で国内最優秀監督賞を受賞した。
2009-10シーズンからフットボールリーグ・チャンピオンシップ（イングランド2部相当）のミドルスブラFC監督を務めていたが、2010-11シーズンは開幕から調子が上がらず、10月18日に辞任が発表された。
2013年1月、スコットランド代表監督に就任。

## ファーガソンとアバディーン全盛時代
スコティッシュ・プレミアリーグの特徴は、オールドファームの2チーム、レンジャーズとセルティックの2強として知られるが、アレックス・ファーガソン監督がアバディーンの監督を務めた1980年代前半はアバディーンの全盛期で、その中心選手がスコットランド代表の中心選手でもあったストラカンだった。ファーガソンとストラカンに率いられたアバディーンは、リーグ制覇（2回）・スコティッシュカップ（3回）・UEFAカップウィナーズカップ・UEFAスーパーカップを制する全盛期を迎えることとなった。
身長が170cm弱と恵まれた体躯では無いながらも、徹底的に食事管理に気を遣い、節制をし、相手となるべく競り合わないで早くパスを回す・パスをなるべく良い体勢で受けてから得点を狙う・その為にもよく走るという3つの基本を徹底的に繰り返した結果、スコットランドのみならずイギリスを代表するプレイヤーになった。また、スコットランド代表にも選出され、1986年のワールドカップに出場。西ドイツ戦で先制点を挙げた。
小学生の時ペンを右目に突き刺し視力障害（網膜裂孔による強度弱視）を負い、ほぼ失明状態であった。しかし現役中はその事実を隠したままプレイを続け、ついにはイングランド年間最優秀選手（FWA'91年。リーズのFWとして優勝に貢献）、さらにはスコットランドサッカー協会殿堂の栄誉を獲得するほどの選手となった。片目半盲でこれらを獲得した選手はストラカンのみである。

## 中村俊輔との関係
セルティックの監督に就任した当時、チームは中盤を省略するタイプのサッカーをコンセプトしており、技巧派のプレーメーカーとして知られたストラカンにとっては、それは不満が大きいサッカーだった。中盤をつなぐサッカーを実現すべく、ストラカンはイタリア・セリエAのレッジーナに所属していた中村俊輔の獲得に動く。ストラカンは、中村に対し「グラウンド上およびチーム世代間のギャップを埋めることができる選手」であり、「彼がひとたび（クラブ本拠地の）セルティック・パークでプレーすれば、なぜ私が彼にここまで執心したかをすぐに理解できるだろう」と期待感を述べた。中村がセルティックに入団すると、すぐに先発起用し、怪我か病気でない限り起用を続けていた。
2005-06シーズンにスコットランドリーグカップを制した試合後、2得点のショーン・マロニーについて尋ねられたにもかかわらず「それよりも中村のプレーを見たかい」と延々と中村を絶賛した。また、中村がリーグ戦でビューティフルゴールを決めたとき、その中村のゴールを見て思わず「彼は天才だ」と発言した。2007年、リーグ2連覇の祝賀会後にストラカンはBBCラジオに対し以下のように語った。「この男は天才だ。同時に我々の統計は、彼が我がチームの誰よりもグラウンド上の多くをカヴァーしていることを示している。つまり彼はすべてを持っている。そして面白いことに、周りの連中は言う、中村はタックルができないと。ああ、それがどうした。 」同シーズンに中村はマンチェスター・ユナイテッドを相手に2試合連続でフリーキックでゴールを決めるなどしてチャンピオンズリーグのベスト16進出に貢献し、個人でもスコットランドPFA年間最優秀選手賞とスコットランド・サッカー記者協会年間最優秀選手賞の双方を獲得して、自身の欧州での選手キャリアの中でトップレベルとみなせる結果を残した。
ストラカンと中村は2008-09シーズン終了後に両者ともセルティックを離れたが、リーガ・エスパニョーラ（スペイン1部リーグ）のRCDエスパニョールに入団した中村がチームの中で実力を発揮できず、出場機会が減少したのを見ると、2010年1月にストラカンが率いるミドルスブラFCはエスパニョールに対してレンタル移籍の正式オファーを出した。しかし、中村はこれを拒否してエスパニョールへ残留し、その後2月にJリーグ1部の横浜F・マリノスへ移籍した。

## 個人成績

### 代表での成績
出典
| スコットランド代表 | 国際Aマッチ | 国際Aマッチ |
| 年                 | 出場        | 得点        |
| ------------------ | ----------- | ----------- |
| 1980               | 7           | 1           |
| 1981               | 2           | 0           |
| 1982               | 8           | 0           |
| 1983               | 9           | 1           |
| 1984               | 2           | 0           |
| 1985               | 5           | 0           |
| 1986               | 6           | 2           |
| 1987               | 2           | 0           |
| 1988               | 0           | 0           |
| 1989               | 2           | 0           |
| 1990               | 0           | 0           |
| 1991               | 5           | 1           |
| 1992               | 2           | 0           |
| 通算               | 50          | 5           |

## タイトル

### 監督時代

#### 個人
- プレミアリーグ月間最優秀監督：4回（1996年12月、1998年2月、2002年1月、2002年12月）